# Ramon Maseras
|  | Aquest article tracta sobre un dirigent obrer. Si cerqueu el músic montblanquí, vegeu «Ramon Maseras i Ferré». |

Ramon Maseras fou un dirigent obrer català. El seu pare era un dirigent liberal de Vilanova i la Geltrú que havia estat perseguit durant el regnat de Ferran VII. Assolí la vicepresidència de la Junta Central de Directors de la Classe Obrera i el 1854 assolí el grau de tinent de la Milícia Nacional.
Quan el juliol de 1854 esclatà el conflicte de les selfactines va assolir el comandament de les reivindicacions obreres juntament amb Josep Barceló i Antoni Gual. Va fer de mitjancer en alguns conflictes laborals i va formar part de la comissió mixta de fabricants i obrers que signaren uns convenis col·lectius que facilitarien la fi de la vaga, però el seu activisme contra l'ús de les selfactiens li va valdre l'enemistat del diputat liberal Laureà Figuerola, qui el qualificà d'indesitjable en un discurs a les Corts Espanyoles el 5 de maig de 1855.
Arran de l'execució de Josep Barceló el 6 de juny de 1855 i el ban del capità general Juan Zapatero y Navas prohibint les societats obreres (21 de juny) participà en l'organització de la vaga general de 1855. Quan s'acabà la vaga es va exiliar a París, on el 14 de setembre de 1855 va publicar una carta exculpant-se de les acusacions que li feien les autoritats civils i militars espanyoles.